# Tim Cook
Timothy Donald Cook, più noto come Tim Cook (Mobile, 1º novembre 1960), è un dirigente d'azienda, filantropo e ingegnere statunitense, amministratore delegato di Apple dal 24 agosto 2011.
Cook è entrato in Apple nel marzo 1998 come vice presidente per le operazioni mondiali, quindi ha ricoperto il ruolo di vice presidente esecutivo per le vendite e le operazioni mondiali. È stato nominato amministratore delegato il 24 agosto 2011, prima della morte di Jobs ad ottobre di quell'anno. Durante il suo incarico di amministratore delegato, ha sostenuto la riforma politica della sorveglianza interna e internazionale, della sicurezza informatica, della tassazione delle società, della produzione statunitense e della tutela dell'ambiente.
Nel 2014, Cook è diventato il primo amministratore delegato di una società Fortune 500 a dichiararsi pubblicamente omosessuale. Cook fa anche parte dei consigli di amministrazione di Nike, National Football Foundation, ed è un fiduciario della Università Duke. A marzo 2015, ha dichiarato di aver pianificato di donare tutta la sua fortuna in beneficenza. Secondo Forbes ha un patrimonio netto di 1.9 miliardi di dollari (2023).

## Biografia
Tim Cook è nato a Mobile, in Alabama, negli Stati Uniti d'America. Fu battezzato in una chiesa battista e cresciuto nella vicina Robertsdale. Suo padre, Donald, era un operaio di un cantiere navale e sua madre, Geraldine, lavorava in una farmacia.
Si è diplomato presso la Robertsdale High School nel 1978. Ha conseguito una laurea in ingegneria industriale presso l'Università di Auburn nel 1982, e il Master in Business Administration (MBA) presso la Fuqua School of Business dell'Università Duke nel 1988.

## Carriera

### Prima di Apple
Dopo essersi laureato all'Università di Auburn, Cook trascorse 12 anni nel settore dei PC di IBM, ricoprendo il ruolo di direttore della realizzazione nordamericana. Fu durante questo periodo che Cook ottenne anche il suo master presso l'Università Duke, diventando studente presso Fuqua nel 1988. In seguito, fu direttore operativo della divisione rivenditori di computer di Intelligent Electronics. Nel 1997 divenne vice presidente per i materiali aziendali (Corporate Materials) presso Compaq per sei mesi, ma lasciò la carica dopo essere stato assunto da Steve Jobs nel 1998.

### In Apple
Nel 1998, Steve Jobs chiese a Cook di unirsi ad Apple. In un discorso di apertura all'Università di Auburn, Cook dichiarò di aver deciso di unirsi ad Apple dopo aver incontrato Jobs:
Inizialmente era l'AD della Reseller Division alla Intelligent Electronics e ha passato dodici anni alla IBM come direttore della North American Fulfillment, dove si è occupato di gestire la produzione e la distribuzione per l'America del Nord e per l'America Latina.
Al suo arrivo in Apple gli venne affidato l'incarico di sistemare la divisione che si occupa della distribuzione e della manifattura. Grazie al suo intervento l'azienda ha ridotto drasticamente gli inventari e ottimizzato la catena di distribuzione, aumentando notevolmente i profitti. Per ottenere questi risultati, Tim Cook ha affidato a terzi la produzione e lo stoccaggio dei prodotti Apple, chiudendo magazzini e fabbriche appartenenti all'azienda.

### Amministratore delegato Apple (2011-oggi)

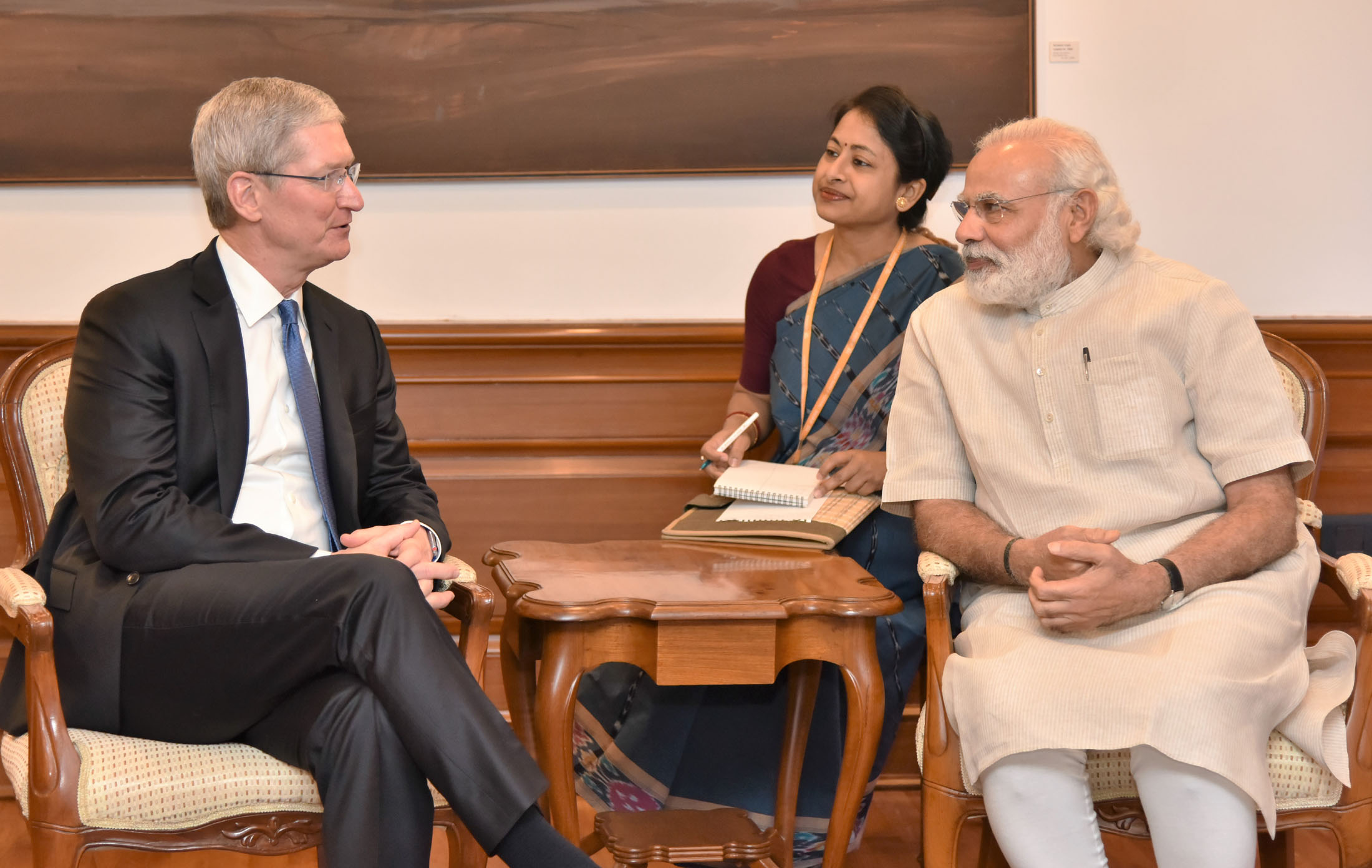
Cook con il primo ministro indiano Narendra Modi a Nuova Delhi

È attualmente amministratore delegato di Apple, ruolo per cui è stato designato da Steve Jobs in persona il 17 gennaio 2011, a causa della sua assenza dovuta a motivi di salute. Già prima Cook aveva sostituito lo storico volto di Apple: la prima volta per due mesi nel 2004, quando Steve Jobs fu ricoverato per un'operazione dovuta a un raro cancro al pancreas; la seconda volta dal 14 gennaio 2009 fino a giugno dello stesso anno, quando Steve Jobs annunciò il suo ritiro temporaneo da Apple per 5 mesi a causa dei suoi problemi di salute. Cook fa parte anche del consiglio di amministrazione della Nike.
Il 24 agosto 2011 viene nominato CEO di Apple a seguito delle dimissioni rassegnate da Steve Jobs, seguendo il piano di successione interno all'azienda. Secondo la nota rivista Forbes, essendo Apple uno dei marchi più valutabili, egli risulta essere il diciannovesimo uomo più potente della terra. Sempre Forbes ha inoltre indicato che Cook nel 2012 ha guadagnato 4,2 milioni di dollari. Ad aprile 2012, il Time ha incluso Cook nella sua lista annuale delle "100 persone più influenti al mondo".
Il 29 ottobre 2012, Cook ha apportato importanti modifiche al team esecutivo dell'azienda. Scott Forstall ha rassegnato le dimissioni da vicepresidente senior di iOS ed è diventato consigliere di Cook fino a quando non ha lasciato l'azienda nel 2013. John Browett, che era Senior VP della vendita al dettaglio, è stato licenziato sei mesi dopo, quando ha ricevuto 100.000 azioni per un valore di 60 milioni di dollari. I compiti di Forstall furono divisi tra altri quattro dirigenti Apple: il design SVP Sir Jonathan Ive assunse la guida del team di interfaccia umana di Apple; Craig Federighi è diventato il nuovo responsabile dell'ingegneria del software iOS; il capo dei servizi Eddy Cue divenne responsabile di Maps e Siri; e Bob Mansfield, precedentemente SVP dell'ingegneria dell'hardware, divenne il capo di un nuovo gruppo tecnologico.
I cambiamenti esecutivi di Cook si sono verificati dopo il terzo trimestre dell'anno fiscale, quando ricavi e profitti sono cresciuti meno del previsto. Un commentatore ha affermato che Forstall è stato costretto a dimettersi, in quanto Cook "ha deciso di lanciare l'ebollizione mentre la politica interna e il dissenso hanno raggiunto un tono chiave". Da quando è diventato amministratore delegato, Cook si è concentrato sulla costruzione di una cultura armoniosa che significasse "eliminare le persone con personalità spiacevoli: persone tollerate da Jobs e persino tenute strette, come Forstall"; anche se, un altro giornalista ha affermato che "la capacità di Apple di innovare deriva da tensioni e disaccordi". Il 28 febbraio 2014, Cook ha fatto notizia quando ha sfidato gli azionisti a "uscire dallo stock" se non condividevano le opinioni dell'azienda sulla sostenibilità e sui cambiamenti climatici. A maggio 2016, Cook si è recato in Cina per incontrarsi con i funzionari governativi lì dopo la chiusura dell'iTunes Store online e dell'Apple Books da parte del governo cinese.
Nel 2016, alcuni analisti hanno confrontato Cook con l'ex AD di Microsoft Steve Ballmer, sostenendo che l'innovazione era diminuita da quando ha sostituito Jobs, simile a quando Ballmer è diventato AD di Microsoft nel 2000. A dicembre 2017, Cook è stato relatore alla World Internet Conference in Cina.
Cook è stato nominato presidente del comitato consultivo della scuola di economia dell'Università Tsinghua ad ottobre 2019. La durata del suo mandato sarà di 3 anni.

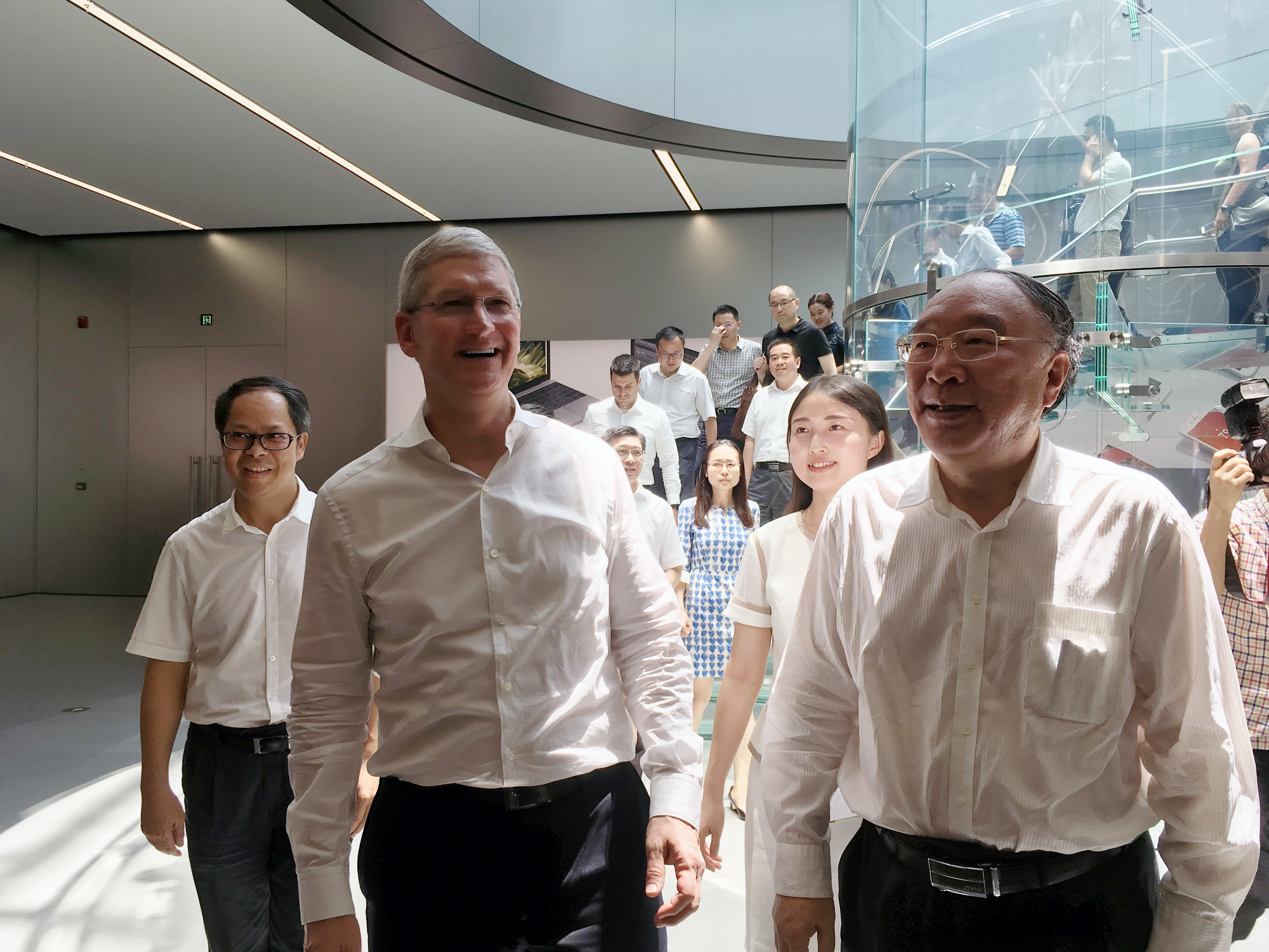
Cook con il sindaco di Chongqing, Huang Qifan nell'Apple Store di Jiefangbei, Cina, 17 agosto 2016

### Sicurezza informatica
Insieme al vicepresidente di Google Vint Cerf e all'AD di AT&T Randall Stephenson, Cook ha partecipato a un vertice tenuto dal presidente statunitense Barack Obama, l'8 agosto 2013, per quanto riguarda la sorveglianza del governo e Internet a seguito delle Divulgazioni sulla sorveglianza di massa del 2013.
A seguito della Strage di San Bernardino del dicembre 2015, in California, in cui 14 persone sono state uccise da Rizwan Farook e Tashfeen Malik, l'FBI ha sollecitato Apple ad aiutare a "sbloccare un iPhone 5C usato da Farook. Il 16 febbraio 2016, in risposta a una richiesta del Dipartimento della giustizia, un giudice del magistrato federale ha ordinato ad Apple di creare una versione firmware iOS personalizzata che avrebbe consentito agli investigatori di eludere le funzionalità di sicurezza del telefono. Cook ha risposto in una lettera aperta, in cui ha denunciato le richieste del governo come una "violazione della privacy" con conseguenze "agghiaccianti".

## Immagine pubblica

### Stile di vita
Come AD di Apple, Cook inizia regolarmente ad inviare e-mail alle 4:30 del mattino e in precedenza teneva riunioni telefoniche la domenica sera per prepararsi alla settimana successiva. Cook ha condiviso a maggio 2013 che la sua leadership si concentrasse su persone, strategia ed esecuzione; spiegando, "Se hai capito bene quei tre, il mondo è un ottimo posto". Sotto la guida di Cook, Apple ha aumentato le sue donazioni in beneficenza e, nel 2013, ha assunto Lisa Jackson, ex capo dell'Agenzia statunitense per la protezione dell'ambiente, per assistere Apple nello sviluppo delle sue attività di energia rinnovabile.

### Affiliazioni pubbliche

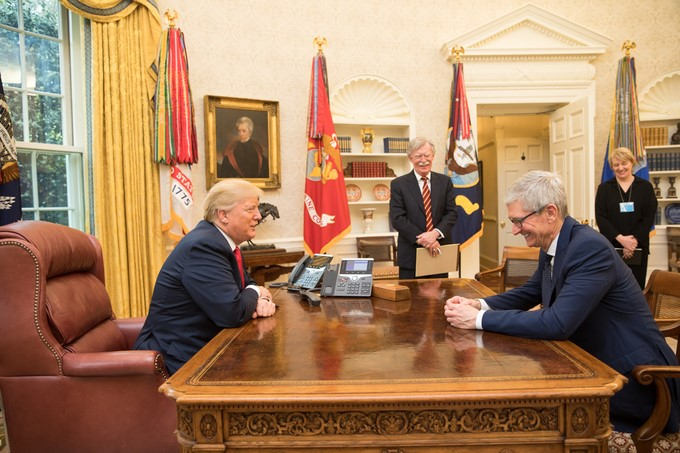
Cook con il presidente Donald Trump nell'ufficio ovale alla Casa Bianca, 25 aprile 2018

Durante le elezioni presidenziali negli Stati Uniti d'America del 2008, Cook ha donato alla prima elezione per la Casa Bianca di Barack Obama.
All'inizio del 2011 venne riferita pubblicamente l'omosessualità di Cook, prima della sua dichiarazione pubblica ad ottobre 2014, Cook disse di rispettare la sua vita privata. Sostiene pubblicamente i diritti LGBT. Ad ottobre 2014, l'Alabama Academy of Honor ha insignito Cook, per il suo attivismo nei diritti LGBT in Alabama, suo stato d'origine. L'Alabama Academy of Honor è l'onorificenza più alta che l'Alabama offre ai suoi cittadini.
Nel 2015, Cook ha dichiarato di aver donato ai senatori democratici Chuck Schumer e Patrick Leahy per le loro posizioni sui prezzi degli eBook e sulla riforma della sorveglianza, rispettivamente. Durante lo stesso ciclo elettorale ha ospitato una raccolta fondi per il senatore Rob Portman.
All'inizio di marzo 2016, ha dichiarato di aver donato alla campagna elettorale del rappresentante democratico Zoe Lofgren della California. All'inizio di giugno, Cook ha ospitato una raccolta fondi privata insieme al presidente della Camera dei rappresentanti degli Stati Uniti Paul Ryan, descritto da Politico come "un comitato di raccolta fondi comune volto ad aiutare a eleggere altri repubblicani della Camera".
Alle Elezioni presidenziali negli Stati Uniti d'America del 2016, Cook ha raccolto fondi per la campagna presidenziale di Hillary Clinton. Ad un certo punto, la campagna di Clinton considerava Cook come candidato a vicepresidente.
A settembre 2017 al Global Business Forum di Bloomberg, Cook ha difeso il programma di immigrazione DACA. Ha espresso la sua insoddisfazione per la direzione dell'amministrazione di Donald Trump, affermando: "Questo è inaccettabile. Questo non è chi siamo come paese. Personalmente sono scioccato dal fatto che ci sia persino una discussione su questo."
Nel 2018, durante una conferenza sulla privacy a Bruxelles, Cook ha espresso la sua opinione sull'accumulo di dati personali da parte di società tecnologiche, suggerendo che si trattava di sorveglianza e che avrebbe dovuto rendere il pubblico "molto a disagio".
Nel 2025, durante una conferenza stampa alla Casa Bianca per discutere dei nuovi piani di produzione di Apple negli Stati Uniti, Tim Cook ha regalato al presidente Donald Trump un pezzo di vetro “unico” prodotto dalla Corning, azienda produttrice del vetro degli iPhone, incastonato in una base d'oro a 24 carati. Si tratta di un grande disco con inciso il logo di Apple; sulla parte superiore è stampato il nome del presidente Trump; sul fondo è presente una firma che sembra essere quella di Cook, la scritta “Made in USA” e l'anno 2025.

## Vita privata
Cook è un appassionato di fitness e ama fare escursioni, andare in bicicletta e andare in palestra. È noto per essere solitario, utilizzando un centro fitness fuori dal campus per la privacy, e poco è pubblicamente condiviso sulla sua vita personale. Ad ottobre 2014 ha spiegato di aver cercato di raggiungere un "livello base di privacy".
A Cook è stata erroneamente diagnosticata la sclerosi multipla nel 1996, un incidente che gli ha fatto "vedere il mondo in un modo diverso". Da allora ha preso parte a raccolte di fondi di beneficenza, come gare ciclistiche per raccogliere fondi per la malattia. In seguito ha detto alla rivista degli ex alunni di Auburn che i suoi sintomi derivavano da "trascinare un sacco di bagagli incredibilmente pesanti in giro".
Cook ha detto che nel 2009 ha offerto una parte del suo fegato a Jobs poiché condividono un raro gruppo sanguigno. Cook ha detto che Jobs ha risposto urlando: "Non ti lascerò mai farlo. Non lo farò mai."
Durante il discorso di apertura del 2010 ad Auburn, Cook ha sottolineato l'importanza dell'intuizione durante i processi decisionali significativi e ha spiegato che anche la preparazione e il duro lavoro sono necessari per eseguire l'intuizione.
Nel 2011 la rivista statunitense Out lo ha messo al primo posto della classifica annuale "Power 50" che include le persone LGBT più influenti nel mondo, sebbene all'epoca non avesse ancora ufficialmente dichiarato il proprio orientamento sessuale.
A giugno 2014, Cook ha partecipato alla parata del Pride di San Francisco insieme a una delegazione dello staff di Apple. Il 30 ottobre, Cook ha fatto coming out in un editoriale di Bloomberg Business dicendo "Sono orgoglioso di essere gay e considero essere gay tra i più grandi doni che Dio mi abbia fatto". Si consultò con Anderson Cooper, che aveva fatto coming out da solo, sugli aspetti della dichiarazione e chiarì i tempi per assicurarsi che non potesse distrarre dagli interessi commerciali. Cook era stato aperto sulla sua sessualità "per anni" e, mentre molte persone in azienda erano consapevoli del suo orientamento sessuale, ha cercato di concentrarsi sui prodotti e sui clienti di Apple piuttosto che sulla sua vita personale. Ha concluso con "Abbiamo spianato la strada illuminata dal sole verso la giustizia insieme, mattone dopo mattone. Questo è il mio mattone." Cook è diventato il primo e unico AD apertamente gay di un'azienda presente nella lista Fortune 500. A settembre 2015, Cook ha chiarito al The Late Show with Stephen Colbert , "Dove ho valutato in modo significativo la mia privacy, ho sentito che lo stavo valutando troppo al di sopra di quello che potevo fare per gli altri, quindi volevo dire a tutti la mia verità". Ad ottobre 2019, ha parlato della decisione e ha sottolineato come è stato grazie alle persone LGBTQ+ che hanno combattuto per i propri diritti davanti a lui per spianare la strada al suo successo; e che aveva bisogno di far sapere alle generazioni più giovani che - in un'analogia di programmazione - vedeva l'essere gay come una caratteristica che la sua vita doveva offrire piuttosto che qualsiasi problema. Sperava che la sua apertura potesse aiutare a gestire i giovani senzatetto LGBTQ, e il suicidio tra di essi sperando che la loro situazione potesse migliorare.
Il 29 settembre 2022 riceve la laurea honoris causa in Innovation and International Management presso l'Università degli Studi di Napoli Federico II.